# تايلر ووكر (متزلج على الجليد)
تايلر ووكر (بالإنجليزية: Tyler Walker)‏ هو متزلج على الجليد ‏ أمريكي، ولد في 10 أبريل 1986 في هانوفر في الولايات المتحدة.

## وصلات خارجية
- تايلر ووكر على موقع Paralympic.org (الإنجليزية)
- تايلر ووكر على موقع IPC.InfostradaSports.com (مؤرشف) (الإنجليزية)
- تايلر ووكر على موقع اللجنة الأولمبية والبارالمبية الأمريكية (الإنجليزية)
- الموقع الرسمي